# Marian Chwalibóg
Marian Chwalibóg (ur. 16 sierpnia 1902 w Michałowie koło Pińczowa, zm. 1983) – polski specjalista w dziedzinie maszyn i mechanizmów włókienniczych, profesor Politechniki Łódzkiej.
W roku 1931 ukończył studia na Wydziale Mechanicznym Politechniki Warszawskiej. W latach 1930–1938 pracował jako konstruktor w przemyśle obronnym i samochodowym, m.in. w Państwowych Zakładach Inżynierii w Warszawie. Profesor Politechniki Warszawskiej Wacław Moszyński powołał go do współpracy w Katedrze Części Maszyn. Ta współpraca trwała przez całą wojnę również w ramach tajnego nauczania.
Jego dalsza działalność konstruktorska, naukowa i organizacyjna wiąże się ściśle z Łodzią i rozwojem Politechniki Łódzkiej oraz przemysłu włókienniczego. W roku 1947, będąc dyrektorem technicznym tworzącego się wówczas Centralnego Biura Technicznego Maszyn Włókienniczych, rozpoczął równocześnie pracę w Politechnice Łódzkiej jako kierownik Katedry Podstaw Konstrukcji Mechanicznych na Wydziale Elektrycznym, prowadząc również wykłady na Wydziale Mechanicznym. Od roku 1955 był związany z Wydziałem Włókienniczym, gdzie objął kierownictwo Katedry Części Maszyn Włókienniczych, które piastował do 1970 roku. Od 1970 roku do chwili przejścia na emeryturę w 1972 roku był wicedyrektorem Instytutu Maszyn i Urządzeń Włókienniczych. W latach 1954–1960 był prodziekanem Wydziału Włókienniczego.
Jego specjalnością naukową była mechanika. Posiadał bogaty dorobek naukowy, w tym wiele opracowań o charakterze monograficznym w zakresie maszyn i mechanizmów włókienniczych. Był autorem lub współautorem 11 książek, 14 artykułów i wielu prac konstrukcyjnych i projektowych. Był twórcą łódzkiej szkoły niezawodności maszyn włókienniczych. Wypromował 6 doktorów.
Laureat Nagrody Naukowej miasta Łodzi w 1971 roku. Odznaczony Krzyżem Oficerskim Orderu Odrodzenia Polski i licznymi honorowymi odznakami.